# Niederottendorf
Niederottendorf je vesnice, místní část města Neustadt in Sachsen v německé spolkové zemi Sasko. Nachází se v zemském okrese Saské Švýcarsko-Východní Krušné hory a má 367 obyvatel.

## Historie
Lesní lánová ves je poprvé spolu se sousedním Oberottendorfem zmiňována roku 1262 jako Tutendorph. Roku 1950 se stala součástí Berthelsdorfu, spolu s kterým byla roku 1994 začleněna do nové obce Hohwald. Ta se roku 2007 sloučila s městem Neustadt in Sachsen.

## Geografie
Niederottendorf leží na hranicích Šluknovské pahorkatiny a Saského Švýcarska. Údolím protéká Ottendorfský potok, který patří do povodí Polenze. Na východě zasahuje do katastrálního území vsi lesní oblast Hohwald. Územím prochází uzavřený úsek železniční trati Budyšín – Bad Schandau, zastávka však ve vsi není.

## Pamětihodnosti
- podstávkové domy
- zemědělské usedlosti, zejména třístranné dvory